# Liste der Mitglieder der American Academy of Arts and Sciences/1834
Im Jahr 1834 wählte die American Academy of Arts and Sciences 17 Personen zu ihren Mitgliedern.

## Neugewählte Mitglieder
- Joshua Bates (1776–1854)
- Jonathan Ingersoll Bowditch (1806–1889)
- Eduard Albert Christoph Ludwig Collins (1791–1840)
- John Dalton (1766–1844)
- Samuel Luther Dana (1795–1868)
- James Hayward (1786–1866)
- Edward Hitchcock (1793–1864)
- Thomas P. Jones (1774–1848)
- Mikhail Vasilievich Ostrogradsky (1801–1862)
- Francis Palgrave (1788–1861)
- Robert Maskell Patterson (1787–1854)
- Benjamin Peirce (1809–1880)
- Heinrich Christian Schumacher (1780–1850)
- Friedrich Georg Wilhelm Struve (1793–1864)
- Sylvanus Thayer (1785–1872)
- Edward Wigglesworth (1804–1876)
- Marc Isambard Brunel (1769–1849)